# Пјеве А Сокана (Арецо)
Пјеве А Сокана је насеље у Италији у округу Арецо, региону Тоскана.
Према процени из 2011. у насељу је живело 248 становника. Насеље се налази на надморској висини од 307 м.